# 비오트 수
비오트 수(Biot number)는 유체 속에 물체가 잠겨 냉각될 때, 즉, 열전달 과정이 과도 상태일 때 쓰는 상수이다. 이는 물체의 표면과 내부 사이의 온도강하의 정도를 알 수 있는 척도가 된다. 만약 비오트 수가 크다면 물체 내에서의 온도 강하가 심하고, 작다면 물체 내에서의 온도가 거의 일정하다. 비오트 수가 작게 되면 물체를 하나의 덩어리로, 온도가 일정하다고 가정할 수 있게 되어 시스템을 더욱 간단하게 만든다. 대부분 비오트 수가 0.1보다 작을 때 물체 내의 온도가 일정하다고 가정한다.
Biot이란 이름은 프랑스의 물리학자인 장바티스트 비오(Jean-Baptiste Biot)에서 온 것이다.

## 정의
비오트 수는 다음과 같이 정의된다.
{\displaystyle \mathrm {Bi} ={\frac {hL_{C}}{\ k_{b}}}}
단,
- h = 대류열전달계수
- LC = 대표길이 (단, {\displaystyle {\mathit {L_{C}}}={\frac {V_{\rm {body}}}{A_{\rm {surface}}}}})
- kb = 물체의 열전도율

이를 다시 정리해보면 전도저항 및 대류저항에 관한 식으로 나타내 줄 수 있다.
{\displaystyle \mathrm {Bi} ={\frac {hL_{C}}{\ k_{b}}}={\frac {L}{kA}}{\frac {hA}{1}}={\frac {R_{cond}}{R_{conv}}}}

즉, 비오트 수가 커지면 상대적으로 전도저항의 비중이 커지게 되는 것이고, 비오트 수가 작아지면 상대적으로 대류저항의 비중이 커지게 된다.

## 비오트 수의 크기에 따른 현상
1) Bi<<0.1
대류저항이 전도저항보다 상대적으로 크므로
전도가 일어나는 물체 내부에서의 온도 차가 대류가 일어나는 물체 표면과 물체 외부의 온도 차보다 작다. (온도 차= 열량*저항)
따라서 물체를 온도가 일정한 한 덩어리로 가정할 수 있다.
2) Bi>0.1
1)과 반대로 물체 내부에서의 온도 차가 물체 표면과 물체 외부의 온도 차보다 크다 (온도 차= 열량*저항)
따라서 온도가 일정한 한 덩어리로 가정 할 수 없다.

## 같이 보기
- 대류

## 참고
- (영어) Lumped_capacitance_model